# Die Schneekönigin (1957)
Die Schneekönigin ist ein auf dem gleichnamigen Märchen der Hans Christian Andersen basierender sowjetischer Zeichentrickfilm von Lew Atamanow aus dem Jahr 1957.

## Handlung
Die Kinder Kai und Gerda sind unzertrennliche Freunde, die sich am liebsten von Gerdas Großmutter das Märchen von der Schneekönigin erzählen lassen. Diese versucht, alle Menschen in ihre Gewalt zu bekommen. Wer einmal in ihrem Bann ist, der ist für immer verloren. Als Kai sich über die Schneekönigin lustig macht, zersplittert auf einmal die Fensterscheibe und Kai bekommt einen Splitter ins Auge. Unfähig geworden, wirklich Wichtiges zu erkennen, folgt er einem Schlitten, in dem die Schneekönigin sitzt und ihn entführt. Gerda allerdings ist fest entschlossen, Kai wieder zu finden. Und so macht sie sich auf den Weg.

## Veröffentlichung
Der Film wurde am 1. November 1957 in der Sowjetunion veröffentlicht. Die deutsche Fassung erschien am 17. Oktober 1958 in der DDR.

## Synchronisation
Die Dialoge der DEFA-Synchronisation schrieb Margot Spielvogel, die Regie übernahm Thomas Ruttmann. Die Schnittfassung fertigte Hildegard Zander, für den Ton waren Heinz Baldin und Herbert Henke verantwortlich.
| Rolle             | Russischer Sprecher | Deutscher Sprecher |
| ----------------- | ------------------- | ------------------ |
| Die Schneekönigin | Maria Babanowa      | Maria Kühne        |
| Gerda             | Janina Scheimo      | Heidi Weigelt      |
| Großmutter        | Wera Popowa         | Bella Waldritter   |
| Kay               | Anna Komolowa       | Hartmut Warweitzki |
| Korraks           | Sergei Martinson    | Hannes W. Braun    |
| Ole Lukoje        | Wladimir Gribkow    | Paul Lewitt        |
| Räubermädchen     | Galina Koschakina   | Erika Trumpf       |

## Rezeption
Die Schneekönigin gewann zahlreiche Auszeichnungen, darunter 1957 den Goldenen Löwen bei den Filmfestspielen von Venedig und den ersten Preis in der Kategorie Animationsfilm bei den Filmfestspielen von Cannes 1958. Der Film war eine Inspiration für den japanischen Animationsregisseur Hayao Miyazaki.